# Apple (rzeka)
Rzeka Apple (ang. Apple River) – rzeka, lewy dopływ Missisipi o długości 65 kilometrów. Wypływa w hrabstwie Lafayette w Wisconsin, a następnie płynie dość wartkim nurtem przez hrabstwa Jo Daviess i Carroll w Illinois. Na obszarze hrabstwa Jo Daviess przepływa przez park stanowy Apple River Canyon i miejscowość Hanover.
Wpada do Missisipi 11 kilometrów na północ od miasteczka Savanna.